# Флаг Маршалловых Островов

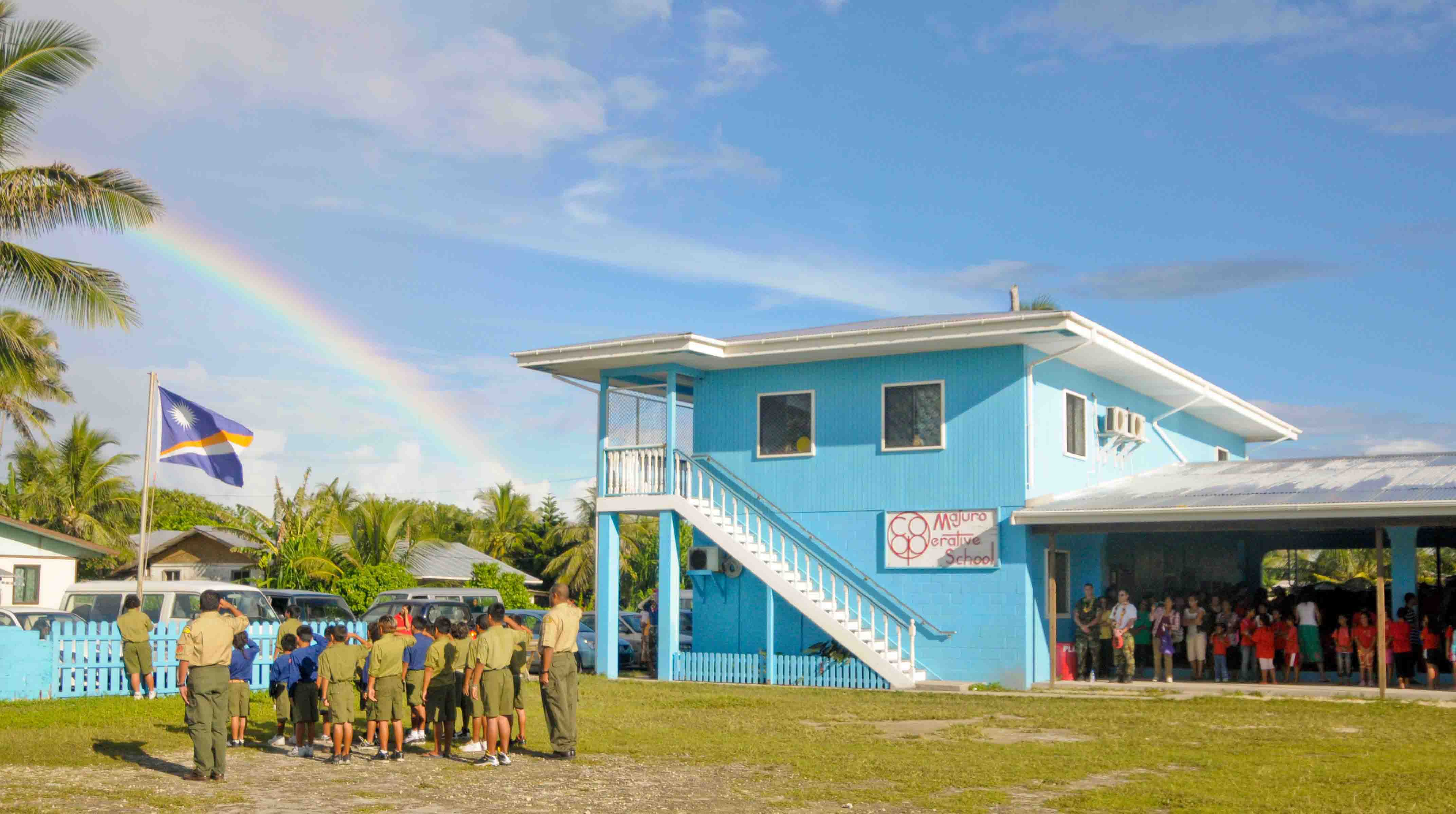
Флаг Маршалловых островов над Маджурской кооперативной школой.

Государственный флаг Республики Марша́лловы Острова (англ. Flag of the Marshall Islands)— принят 1 мая 1979 года. Дизайн флага разработан первой леди Эмлен Кабуа.
Правила использования и описание флага изложены в Законе об официальном флаге Маршалловых Островов 1979 года (Public Law 1979-1).

## Описание и символика
Государственный флаг Республики Маршалловы Острова представляет собой синее полотнище с двумя соприкасающимися трапециевидными полосами, тянущимися от нижнего левого угла флага по диагонали в верхний правый угол. Верхняя полоса флага окрашена в оранжевый цвет, нижняя — в белый. В верхней левой части флага расположена белая двадцатичетырёхконечная (24) звезда; при этом у звезды четыре конца длиннее остальных двадцати.
Цвета имеют следующее значение:
- Синий цвет символизирует Тихий океан.
- Оранжевый цвет символизирует храбрость и мужество.
- Белый цвет символизирует мир[4].

Как и в случае с другими островными государствами региона, флаг символизирует расположение островов в океане. Восходящая диагональная полоса представляет собой экватор, а звезда наверху указывает на расположение архипелага в Северном полушарии.
Белая полоса символизирует цепь Ратак (в переводе с маршалльского языка «восход»), оранжевая — цепь Ралик («закат»). Звезда олицетворяет христианский крест, а её 24 оконечности — количество избирательных округов (из них 4 наиболее крупных — Маджуро, Эбейе, Джалуит и Вотье).

## Цвета

Схема построения флага

| Схема       | Синий       | Оранжевый   | Белый       |
| ----------- | ----------- | ----------- | ----------- |
| Pantone     | 287 C       | 152 C       | -           |
| RGB         | 0-56-147    | 221-117-0   | 255-255-255 |
| Hexadecimal | #003893     | #DD7500     | #FFFFFF     |
| CMYK        | 100-62-0-42 | 0-47-100-13 | 0-0-0-0     |

## Исторические флаги

Флаг, использовавшийся во времена германского колониального правления (1878—1894)
Флаг ООН
(18 июля 1947 года — 19 августа 1965 года)
Флаг Подопечной территории Тихоокеанские острова (19 августа 1965 года — 1 мая 1979 года)
Флаг США с 48 звездами, использовавшийся на Островах с 1944 по 1959 годы.
Флаг США с 49 звездами, использовавшийся на островах с 1959 по 1960 годы.
Флаг США с 50 звездами, использовавшийся на островах с 1960 по 1986 годы.